# Нюборг, Рейдар
Рейдар Нюборг (норв. Reidar Nyborg; 4 апреля 1923 года, Рингсакер — 30 апреля 1990 года, Рингсакер) — норвежский лыжник, призёр Олимпийских игр 1948 года.

## Карьера
На Олимпийских играх 1948 года в Санкт-Морице, завоевал бронзовую медаль эстафете, в которой он бежал третий этап, и начав его на 3-й позиции он сохранил её до финиша этапа, при этом он на 30 секунд увеличил отрыв от идущих на 4-м месте австрийцев, но более минуты проиграл занимающим 2-е место финнам. Так же был 17-м в гонке на 18 км. В гонке на 50 км участия не принимал.